# Cribbage

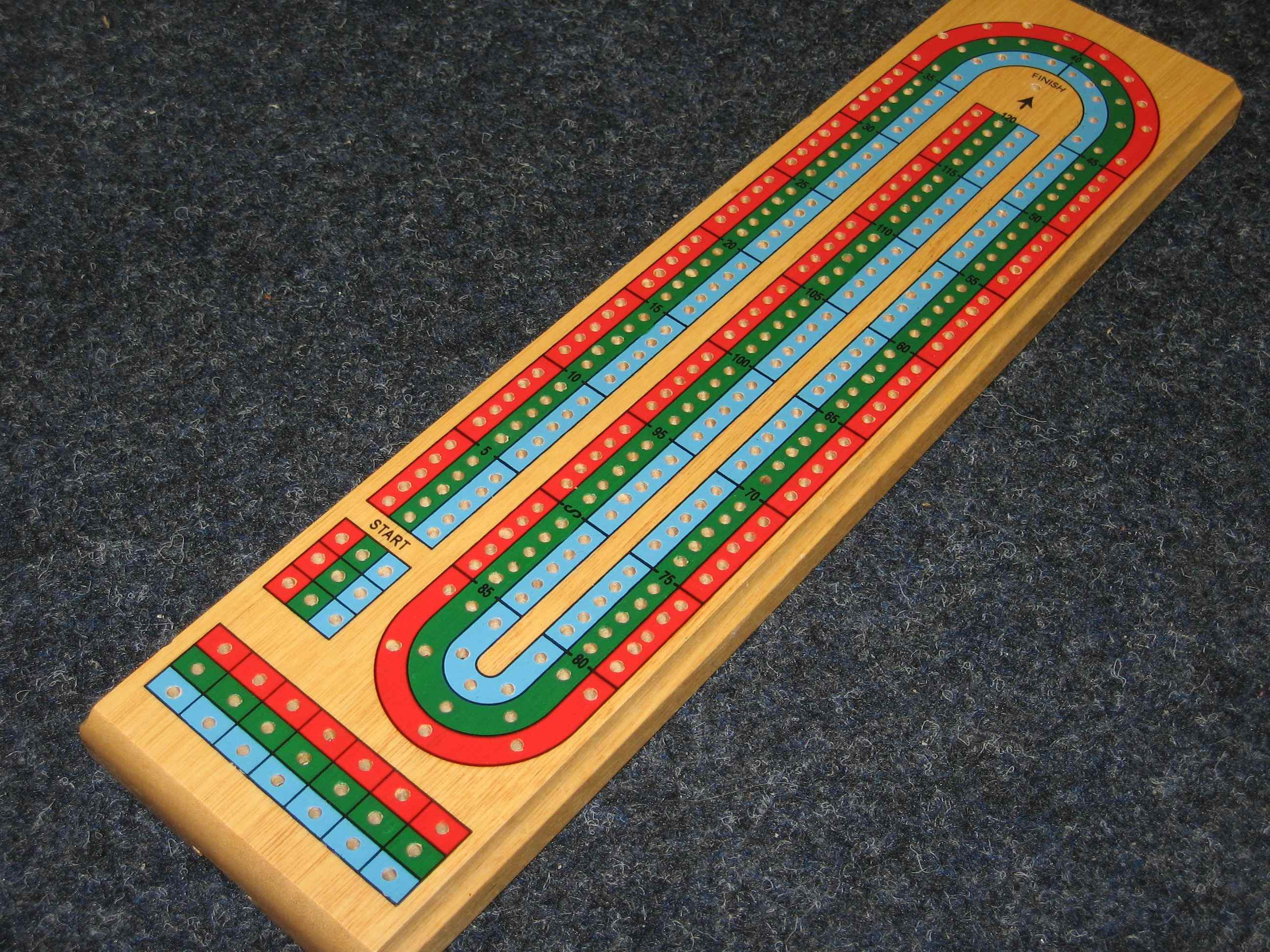
Cribbage-Brett mit 120 Löchern und drei Bahnen

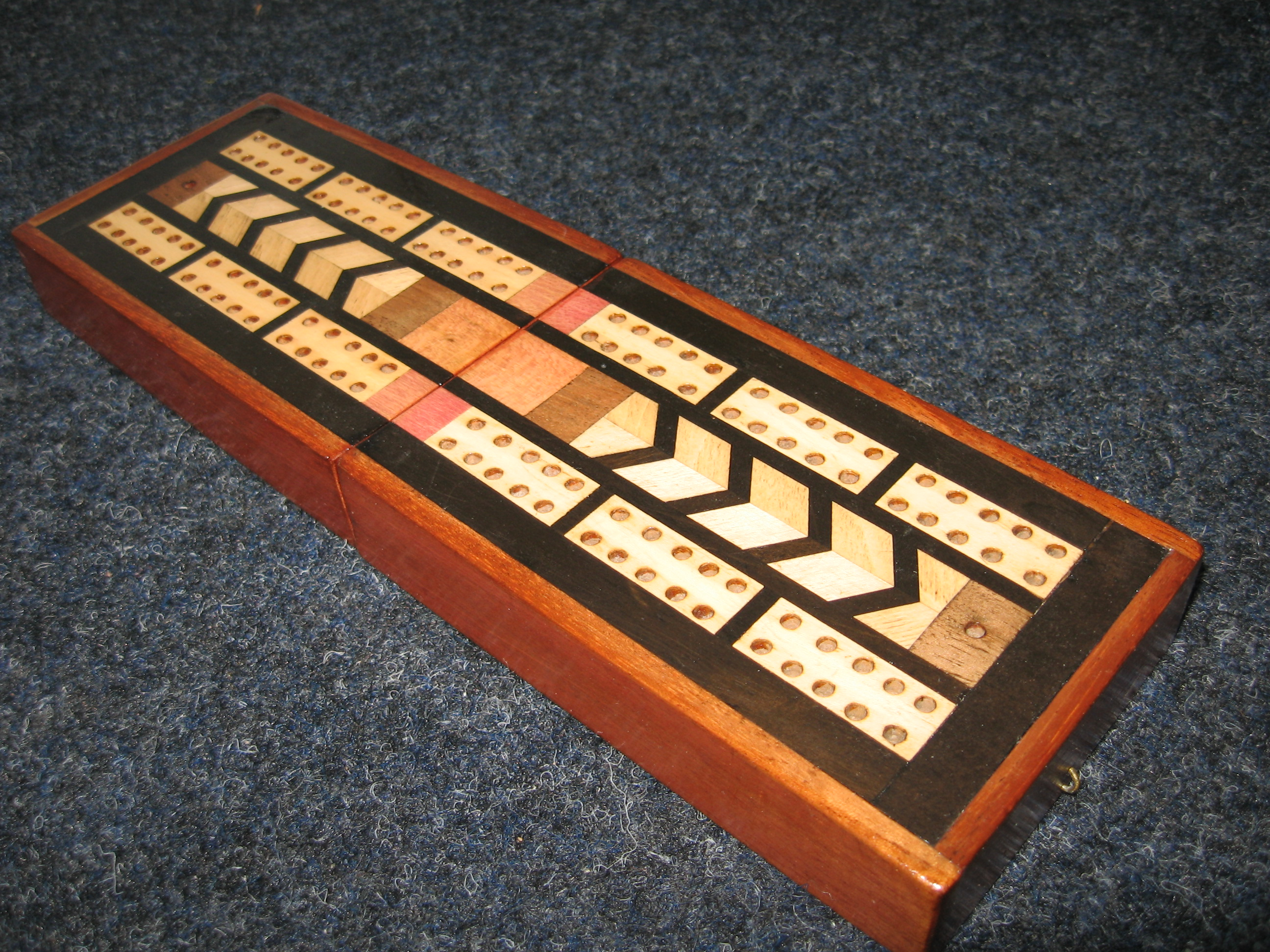
Traditionelles englisches Cribbage-Brett mit 60 Löchern

Cribbage (sprich: Kribbidsch) ist ein Kartenspiel für zwei Spieler (es gibt auch Varianten für drei und vier Spieler). Gespielt wird mit einem 52-Karten-Pokerblatt. Außerdem benötigt man ein Cribbage-Brett, auf dem jeder Spieler mit Hilfe zweier Stifte seine Punkte zählt.

## Entstehung
Cribbage entstand im England des 17. Jahrhunderts und ist bis heute eines der beliebtesten Kartenspiele der englischsprachigen Welt. Der Spieleforscher David Parlett bezeichnet es als das einzige Kartenspiel, das rein englischen Ursprungs ist. Außerhalb der englischsprachigen Welt hat Cribbage bis heute indes keine Verbreitung gefunden. Wie alle Kartenspiele war Cribbage zunächst – in einer Zeit, da Papier kostbar war – ein Spiel des Adels, das auf ein älteres Spiel namens „Noddy“ zurückgeht. Ab dem 18. Jahrhundert wurde Cribbage jedoch zum Inbegriff des britischen „pub game“.

## Charakter und Ziel des Spiels
Cribbage gehört nicht zu den „Stichspielen“, sondern zu den sogenannten „addierenden“ Kartenspielen: Die Spieler legen nacheinander ihre Karten aus und zählen den Wert der jeweils im Spiel befindlichen Karten zusammen, wobei ein bestimmter Gesamtwert nicht überschritten werden darf – bei Cribbage ist dies 31. Während des addierenden Auslegens versuchen die Spieler, Punkte zu machen, die man für bestimmte Kombinationen („Paare“, „Folgen“, bestimmte Gesamtwerte etc.) bekommt. Ziel ist es, in mehreren Spielrunden als erster 121 Punkte zu erreichen. Eine Besonderheit ist, dass man Punkte nicht nur beim Auslegen machen kann, sondern auch durch ein möglichst gutes Blatt auf der Hand, das nach der eigentlichen Spielrunde gesondert ausgewertet wird.

## Spielvorbereitung
Die Rangfolge der Karten: Ass (niedrig), 2, 3, 4, 5, 6, 7, 8, 9, 10, Bube, Dame, König (hoch).
Die Werte der Karten: Ass = 1; Augenkarten 2 bis 10 zählen, was sie zeigen; Bildkarten (Bube, Dame, König) = 10.
Das Cribbage-Brett dient zum Zählen der Punkte während der Spielrunde und beim Auswerten. Jeder Spieler verwendet dabei zwei Stifte, die abwechselnd gesteckt werden: Der Stift vorn zeigt den aktuellen Punktestand an, der Stift hinten – zur Kontrolle – den vorherigen Punktestand. Wenn ein Spieler Punkte macht, wird der hintere Stift entsprechend viele Löcher vor den anderen gesetzt und zeigt jetzt den neuen Punktestand an.
Auf dem typischen englischen Cribbage-Brett hat jeder Spieler 60 Löcher. Das Brett muss also für die benötigten Siegpunkte zweimal abgelaufen werden. In Amerika und Kanada sind vor allem 120-Loch-Bretter üblich. Für ungeübte Spieler sind sie von Vorteil, da man sich auf einem 60-Loch-Brett leicht in der Richtung versehen kann.

## Die Spielrunde

### Sechs Karten geben
Durch Abheben wird entschieden, wer als Erster gibt. Beide Spieler heben eine Karte ab, wer die niedrigere zieht, ist der erste Geber. Der Geber mischt, lässt den Mitspieler – „Vorhand“ – abheben (das heißt, das Blatt wird in der Hälfte umgeschichtet) und gibt dann verdeckt und abwechselnd sechs Karten aus. Das restliche Blatt wird verdeckt beiseitegelegt. Nach jeder Spielrunde werden alle Karten wieder zusammengenommen. Dann ist Vorhand neuer Geber, und so immer im Wechsel bis zum Ende der Partie (121 Punkte).  Spielt man mehrere Partien, wechselt jeweils der erste Geber. (Spielt man insgesamt drei Partien, wird in der dritten Partie der Geber wieder durch Abheben ermittelt.)

### Zwei Karten in die Krippe
Jeder Spieler wählt nun von seinen sechs Karten 2 aus, die verdeckt abgeworfen werden. Diese vier Karten bilden zusammen die Krippe (englisch: „crib“, daher der Name des Spiels) und gehören dem jeweiligen Geber der Spielrunde. Die Krippe wird erst nach der Spielrunde ausgewertet. Da die Krippe nur Punkte für den Geber bringt, wird die Vorhand möglichst schlechte Karten abwerfen. Der Geber hingegen kann hier auch gute Karten deponieren.

### Die Startkarte
Der Geber bittet nun Vorhand, noch einmal abzuheben. (Vorhand schichtet das Blatt in der Hälfte um.) Der Geber nimmt danach die oberste Karte und legt sie mit dem Bild nach oben auf den Stapel. Diese umgedrehte Karte wird Startkarte genannt. Sie wird in der Spielrunde nicht verwendet, bleibt auf dem Stapel liegen und wird erst wichtig am Ende, beim Auswerten der Karten.

### Das Auslegen
Die Spieler legen nun abwechselnd ihre Karten aus. Genauer: Jeder Spieler legt seine Karten in einer Reihe vor sich hin. Wenn Spieler A seine Karten von links nach rechts legt, legt Spieler B seine Karten am besten parallel dazu von rechts nach links. Besonders für ungeübte Spieler kann es hilfreich sein, die beiden Kartenreihen im Reißverschlussverfahren ineinander zu verschränken, um die Abfolge der Karten besser vor Auge zu haben. (Geübte Spieler tun das nicht, sondern zwischen ihnen befindet sich das trennende Cribbage-Brett.)
Vorhand kommt heraus, legt also die erste Karte. Beim Ausspielen wird immer der Wert aller im Spiel befindlichen Karten angesagt. Denn es gilt: Der Gesamtwert der ausgespielten Karten darf 31 nicht überschreiten.
Wenn Spieler A seine erste Karte ausspielt, zum Beispiel eine 4, sagt er: „Vier.“ Wenn Spieler B jetzt eine 3 ausspielt, sagt er: „Sieben.“ Spieler A legt womöglich einen Buben und sagt: „Siebzehn“, Spieler B eine 2: „Neunzehn“ – und so weiter.
Kann ein Spieler keine Karte ausspielen, ohne den Gesamtwert 31 zu überschreiten, sagt er: „Passe.“ („Go.“) Der andere Spieler darf dann allein weiter ausspielen. Wenn auch er passen muss (oder genau 31 erreicht), ist die erste Phase der Spielrunde beendet. Es beginnt eine zweite Phase der Spielrunde, und gezählt wird wieder von Null. Es kommt heraus, wer als erster „passe“ gesagt hat. Der Spieler legt aus, beginnt von neuem zu zählen, und wieder darf 31 nicht überschritten werden. Das geht so lange, bis alle Karten ausgespielt sind.

### Punkte machen während der Spielrunde
Für folgende Karten und Kartenkombinationen erhält man Punkte. Die Punkte werden sofort auf dem Brett abgesteckt.
- Bube als Startkarte: Wird als Startkarte ein Bube aufgedeckt, darf der Geber sofort 2 Punkte abstecken. Man sagt: „Two for his heels“ – „zwei für die Hacken.“
- 15: Wenn man beim Ausspielen mit seiner Karte den Gesamtwert der ausgespielten Karten auf 15 erhöht, erhält man 2 Punkte. Man sagt: „Fifteen two“ – „fünfzehn, zwei.“ Also: fünfzehn Augen macht zwei Punkte.
- 31: Wenn man mit seiner Karte den Gesamtwert auf 31 erhöht, erhält man 2 Punkte. Man sagt: „Einunddreißig macht zwei.“ („31 for 2“.)
- Paar („Pair“): Spielt man eine Karte vom gleichen Rang wie die unmittelbar vorhergehende (König auf König, Ass auf Ass), erhält man 2 Punkte. (König und 10 oder König und Bube bilden kein Paar!)
- Drilling („Pair Royal“, „Three of a Kind“): Spielt man unmittelbar nach einem Paar eine dritte Karte vom gleichen Rang, erhält man 6 Punkte.
- Vierling („Double Pair Royal“, „Four of a Kind“): Spielt man eine vierte Karte vom gleichen Rang, erhält man 12 Punkte.
- Folge („Run“): Eine Folge besteht aus mindestens 3 Karten, die im Rang aufeinander folgen (unabhängig von der Farbe), zum Beispiel 9–10–Bube, 2–3–4 oder Bube–Dame–König. Man beachte, dass das Ass ganz unten rangiert; Dame–König–Ass ist also keine Dreierfolge. Ein Spieler, der eine Folge vervollständigt, erhält so viele Punkte, wie die Folge Karten hat.

Wichtig zum letzten Punkt: Es spielt keine Rolle, in welcher Reihenfolge die Karten gelegt werden! Es darf nur keine Karte die Folge unterbrechen. Die Karten werden zum Beispiel wie folgt ausgespielt: 4–2–3–5–6. Der Spieler der 3 erhält 3 Punkte für eine Dreierfolge, der Spieler der 5 erhält 4 Punkte für eine Viererfolge, und der Spieler mit der 6 erhält 5 Punkte. Ein anderes Beispiel: 4–2–3–4–3. Der Spieler der ersten 3 erhält 3 Punkte für die Folge 4–2–3. Der Spieler der zweiten 4 erhält 3 Punkte für die Folge 2–3–4. Der Spieler der zweiten 3 erhält keinen Punkt, da die 3 keine Folge vervollständigt. Noch ein Beispiel: 4–2–6–5–3. Die letzte 3 erzielt 5 Punkte, weil eine Fünferfolge vervollständigt wird. Vorher wird kein Punkt erzielt.
- Letzte Karte („Last Card“): Kann kein Spieler mehr ausspielen, ohne den Gesamtwert von 31 zu überschreiten, oder wenn alle Karten ausgespielt sind, erhält derjenige, der zuletzt ausgespielt hat, 1 Punkt für „letzte Karte“. Man sagt auch: „Einen fürs Passen“ („one for go“), wenn vorher der Gegenspieler „passe“ gesagt hat. „Einen für letzte Karte“ oder „einen fürs Passen“ läuft meistens auf dasselbe hinaus.

Achtung: Man kann nur entweder 1 Punkt für „letzte Karte“ oder 2 für „31“ erhalten. Wenn man den exakten Wert von 31 erreicht, steckt man nur zwei Punkte ab – man bekommt keinen zusätzlichen Punkt für „letzte Karte“. Außerdem ist zu beachten, dass Kombinationen aus der ersten Phase in der zweiten Phase keine Gültigkeit mehr haben.

## Das Auswerten
Nach der Spielrunde nehmen die Spieler ihre Karten, die sie ausgespielt haben, wieder an sich, legen sie aufgedeckt vor sich hin und ermitteln die Punkte, die sie auf der Hand haben.
Beim Auswerten wird nun auch die Startkarte mit einbezogen (bleibt aber auf dem Stapel liegen). Die auszuwertende Hand besteht also aus insgesamt 5 Karten.
Die Besonderheit beim Auswerten ist, dass jede Karte mehrfach kombiniert werden kann.
Nachdem Vorhand ihr Blatt ausgewertet und die Punkte abgesteckt hat, ist der Geber an der Reihe. Sein Blatt auf der Hand wird (zusammen mit der Startkarte) gewertet, und die Punkte werden abgesteckt. Danach deckt der Geber die vier Karten in der Krippe auf und wertet auch sie (wiederum zusammen mit der Startkarte).

### Punkte machen beim Auswerten
Für folgende Kombinationen erhält man Punkte:
- 15: Karten, die zusammen den Wert 15 ergeben, werden mit 2 Punkten gewertet (7–8 oder Ass–4–Bube oder Ass–2–3–9).
- Paar: Zwei Karten mit dem gleichen Rang werden mit 2 Punkten gewertet (König und König; aber nicht Dame und König!).
- Drilling: Da jede Karte mehrfach kombiniert werden kann, besteht ein Drilling aus drei Paaren. Erhält also 6 Punkte.
- Vierling: Da jede Karte mehrfach kombiniert werden kann, besteht ein Vierling aus sechs Paaren. Erhält also 12 Punkte.
- Folge: Eine Folge besteht aus mindestens 3 Karten, die im Rang aufeinander folgen (unabhängig von der Farbe), zum Beispiel 9–10–Bube, 2–3–4 oder Bube–Dame–König. Eine Folge gibt so viele Punkte, wie die Folge Karten hat. Eine Dreierfolge also 3 Punkte.

Man beachte die Besonderheit der Mehrfachkombination: Ein Blatt 6–7–7–8 enthält zwei Dreierfolgen (die erste 7 bildet mit 6 und 8 eine erste Dreierfolge, die zweite 7 mit denselben 6 und 8 eine zweite); außerdem enthält dieses Blatt zwei 15en (erste 7 mit der 8, zweite 7 mit der 8); außerdem 1 Paar, macht zusammen 12 Punkte (und der Einfachheit halber wurde die Startkarte noch gar nicht mitberücksichtigt).
Eine Viererfolge wie 9–10–Bube–Dame gibt 4 Punkte – was ein wenig unlogisch zu sein scheint, weil man meinen könnte, dass eine Viererfolge aus zwei Dreierfolgen besteht. Dennoch: Die „Dreierfolgen“ innerhalb der Viererfolge zählen nicht.
Eine Fünferfolge gibt 5 Punkte.
- Lange Farbe („Flush“): Sind alle Karten, die man auf der Hand hat, von derselben Farbe (Herz oder Karo oder Pik oder Kreuz), erhält man 4 Punkte. Ist die Startkarte ebenfalls in dieser Farbe: 5 Punkte. Keine Punkte gibt es für 3 Karten plus Startkarte von derselben Farbe. In der Krippe gilt die Lange Farbe nur, wenn sämtliche 5 Karten von derselben Farbe sind. Zu beachten ist ferner, dass die Farbe während der Spielrunde nicht berücksichtigt wird, sondern nur beim Auswerten.

- Einen für den Jack („One for Jack“): Hat man in der Hand oder in der Krippe einen Buben von derselben Farbe wie die Startkarte, erhält man einen Punkt. Man sagt auch: „One for his nob“ – „einen für den Kopf“. (In Amerika und Kanada auch: „One for his nobs“ oder „nibs“.)

Um die Übersicht nicht zu verlieren, empfiehlt es sich, die Kombinationen beim Auswerten stets in derselben Reihenfolge zu zählen, also: erst die Fünfzehnen, dann die Paare, dann die Folgen, dann die Lange Farbe und am Schluss den Jack.

## Das Ende des Spiels
Es gewinnt, wer als erster mit seinem Stift die 120 überschreitet („peg out“) (es müssen nicht exakt 121 Punkte erreicht werden). Das kann sowohl während der Spielrunde als auch beim Auswerten geschehen und sogar, wenn der Geber nur „zwei für die Hacken“ absteckt (wenn – siehe oben – die Startkarte umgedreht wird und sich als Bube herausstellt). Wichtig ist daher, dass beim Auswerten die richtige Reihenfolge Vorhand vor Geber eingehalten wird: Bei einem Kopf-an-Kopf-Rennen ist mitunter Vorhand im Vorteil, weil sie als erste auswerten darf und damit möglicherweise ins Ziel kommt, bevor der Geber zum Auswerten kommt.
Der Gewinner erhält für die gewonnene Partie einen Punkt. Gewinnt ein Spieler eine Partie mit 31 und mehr Punkten Vorsprung – kommt sein Gegner also nicht aus dem Schneider (in England: „lurch“; der Spieler ist „left in the lurch“; in Amerika und Kanada gewinnt man mit einem „Skunk“) – erhält er zwei Punkte. Gewinnt ein Spieler eine Partie mit 61 und mehr Punkten Vorsprung, zählt die Partie dreifach oder nach Absprache vierfach.

## „Töffel“
Töffel ist eine freiwillige, aber sehr reizvolle Zusatzregel: Wenn ein Spieler beim Auswerten seines Blattes oder der Karten in der Krippe Punkte zu machen vergisst, kann sein Gegenspieler (nachdem der andere die falsche Punktzahl verkündet und gesteckt hat) „Töffel!“ („muggins“) rufen und die übersehenen Punkte für sich verbuchen. Nach Absprache kann man diese Regel auch in der Spielrunde anwenden.

## Zwei exemplarische Spielrunden
1. Beispiel: Spieler A hat 2–2–König–König auf der Hand; Spieler B: 6–7–8–9.
Erste Phase: A spielt König, sagt: „Zehn“; B spielt 6 – „16“; A spielt König – „26“; B sagt: „Passe“; A spielt 2 – „28“; A macht weiter, spielt 2, sagt „30 macht 3“, nämlich 2 Punkte für das Paar (2–2) und 1 für „letzte Karte“ in dieser Phase (beziehungsweise fürs Passen des Gegenspielers). Zweite Phase: B spielt 8 – „8“; A hat keine Karten mehr, kann also nichts tun; B spielt 7 – „Fünfzehn – zwei“ (steckt zwei Punkte ab); B spielt 9 – „24 macht 3 und 1 für letzte Karte“. B steckt 4 Punkte ab: 3 für die Dreierfolge 7–8–9 und 1, weil er die letzte Karte gespielt hat.
2. Beispiel: Spieler A hat 5–7–8–10 auf der Hand; Spieler B: 4–5–6–7.
Erste Phase: A spielt 8; B spielt 7 (bekommt zwei Punkte für die 15); A spielt 7 (bekommt zwei Punkte für das Paar); B spielt 6. Der Gesamtwert ist jetzt 28 und keiner von beiden kann mehr ausspielen, also erhält B einen Punkt für „letzte Karte“. Zweite Phase: A beginnt und spielt eine 5, die keine Dreierfolge ergibt, weil die 6 und 7 in der vorherigen Phase ausgespielt wurden …

## Zwei exemplarische Auswertungen
1. Beispiel: Für ein Blatt 5–5–Bube–König plus eine 8 als Startkarte erhält man 10 Punkte: 8 Punkte für vier 15en – weil sowohl der König als auch der Bube mit beiden 5en kombiniert werden kann. Außerdem gibt es 2 Punkte für das 5er-Paar. Laut zählt man das Ganze so: „Fünfzehn – zwei, fünfzehn – vier, fünfzehn – sechs, fünfzehn – acht und ein Paar macht zehn.“ Die Startkarte hat in diesem Fall keinen Punkt gebracht. Anders im nächsten Fall:
2. Beispiel: Das Blatt 7–8–8–König plus eine 9 als Startkarte wird wie folgt gewertet: „Fünfzehn – zwei (7 und 8), fünfzehn – vier (7 und zweite 8), und ein Paar (8–8) macht sechs, und eine Dreierfolge (7 – die erste 8 – 9) macht neun, und noch eine Dreierfolge (7 – die zweite 8 – 9) macht zwölf.“ Jede der beiden 8en ist also Teil einer 15, eines Paars und einer Folge!

## Strategien
Cribbage-Strategien füllen ganze Bücher. Einige grundlegende Strategien sind:
- Abwerfen: In der Regel behält man das Blatt mit der höchsten Punktzahl auf der Hand. Gehört die Krippe dem Gegner, wird man aber möglichst keine guten Karten in die Krippe tun – kein „Paar“ oder zwei Karten im Wert von Fünfzehn; auch keine „Nachbarkarten“ (3–4 oder 9–10), da diese zusammen mit der Startkarte eine Folge bilden könnten. Angenommen, man hat das Blatt 5–6–7–8–8–9, dann würde man 5–6 in die eigene Krippe legen, in die Krippe des Gegners aber 5–9. Im Zweifelsfall gilt: Weit auseinander liegende Karten abwerfen.
- Herauskommen: Fast ein Drittel der Karten sind  „Zehner“ (d. h. haben den Wert zehn). Man wird also nach Möglichkeit als erste Karte nicht eine Fünf auslegen – die Gefahr, dass der Gegner „Fünfzehn-zwei“ macht, ist groß. Den Gesamtwert der Karten auf einundzwanzig zu erhöhen, ist ebenfalls nicht zu empfehlen – es besteht die Gefahr, dass der Gegner „Einunddreißig-zwei“ macht. Am unverfänglichsten ist es, mit einer Vier herauszukommen. Eine Möglichkeit ist das Spiel von Karten aus Kartenkombinationen: Die 4 aus einer Ass–4-Kombination zum Beispiel, in der Hoffnung, dass der Gegner eine Zehn legt, um dann das Ass zu legen und so „Fünfzehn-zwei“ zu machen.
- Paar machen: Ein Paar möglichst nicht zu Beginn der Spielphase machen, sondern erst kurz vor 31, wenn der Gegner keinen Drilling mehr machen kann.
- Kontern: Hat man eine  4–7- oder einer 3–9-Kombination auf der Hand, kann man gut mit der niedrigeren Karte herauskommen. Denn legt der Gegner jetzt ein Paar, kann man mit „Fünfzehn-zwei“ kontern. Ebenso kann man  gut mit einer Karte aus einem Drilling herauskommen, in der Hoffnung, dass der Gegner ein Paar macht.
- „Magische 11“: Kommt Vorhand mit einer „Zehner“-Karte heraus, ist die Wahrscheinlichkeit nicht gering, dass sie ausschließlich „Zehner“-Werte auf der Hand hat. Hat der Geber eine Kartenkombination auf der Hand, die 11 ergibt, legt er vorzugsweise diese aus und kommt so auf „Einunddreißig-zwei“.
- Durchschnittswerte: Eine durchschnittliche „Hand“ hat 8 Punkte, eine durchschnittliche „Krippe“ 4, die durchschnittliche Punktzahl in einer „Spielrunde“ beträgt 3. Das heißt: Die durchschnittliche Punktzahl für zwei Spielrunden (jeder Spieler hat einmal mit und ohne Krippe gespielt) beträgt 26. Wenn der erste Geber diese Durchschnittswerte erzielt, steht er in der 9. Spielrunde in Loch 119 und darf in der 10. als erster auswerten; der Gegenspieler steht, wenn er alle Durchschnittswerte erzielt, in Loch 115 und wertet als zweiter aus, wird also wohl verlieren. Geht man von dieser Idealkonstellation aus, heißt das: Der erste Geber hat einen leichten Vorteil gegenüber der ersten Vorhand. Das heißt weiter: Der erste Geber kann defensiv spielen (sollte die Gefahr von „Kontern“ vermeiden); die erste Vorhand muss offensiv spielen (muss die Gefahr von „Kontern“ eingehen).
- Startkarte: Geübte Spieler, die –  mit ihren Durchschnittswerten im Kopf – versuchen, zur rechten Zeit am rechten Ort auf der vierten „Straße“ (s. u.) zu sein, berücksichtigen auch die Startkarte bei ihrem Spiel. Sobald sie umgedreht ist, wissen sie, wie viele Punkte sie auf der Hand haben. Genügen die Punkte, um dorthin zu kommen, wo man hinwill, kann man defensiv spielen, andernfalls muss man offensiv spielen. Auch beim Herauskommen mit der ersten Karte kann die Startkarte von Bedeutung sein: „See one play one“, sagt man in Amerika, das heißt: Ist die Startkarte eine 6, kommt man ebenfalls mit einer 6 heraus, weil die Wahrscheinlichkeit jetzt geringer ist, dass der Gegner ein Paar machen kann.

## Verschiedenes
- 19 Punkte: Diese Punktzahl beim Auswerten gibt es nicht. Man sagt „19 Punkte“, wenn man ein Null-Punkte-Blatt hat.
- 29 Punkte ist die höchstmögliche Punktzahl beim Auswerten. Man erhält sie, wenn man drei 5en und einen Buben auf der Hand hat und die Startkarte eine 5 von derselben Farbe wie der Bube ist. Die Zählung geht so: Die vier 5en lassen sich auf vier verschiedene Weisen zu 15 kombinieren, indem man jeweils eine der vier 5en weglässt (8 Punkte). Der Bube und die 5en lassen sich zu weiteren vier 15en kombinieren (8 Punkte). Alle 5en zusammen bilden einen Vierling (12 Punkte). Zuzüglich einen Punkt für den Jack, den Buben in der Farbe der Startkarte.
- Die Wahrscheinlichkeit, 29 Punkte für sein Blatt zu erreichen, beträgt {\displaystyle {\frac {4}{{\binom {52}{4}}\cdot {\binom {48}{1}}}}=3,07815E-07} oder ca. 0,00003 %.[1] Es gibt {\displaystyle {52 \choose 4}\times 48=12.994.800} unterschiedliche Möglichkeiten für das Blatt, das man erhält, in Kombination mit einer Startkarte. 1.009.008 (etwa 7,8 %) davon zählen 0 Punkte, ca. 4,4 % zählen mehr als 10 Punkte.[2]
- Anti-Cribbage: Unterhaltsame Cribbage-Variante. Ziel ist es zu verlieren, genauer: Es gewinnt, wer als letzter ins Ziel geht.
- Captain: Cribbage-Variante für drei Spieler mit einem normalen Brett mit zwei Bahnen. Ein Spieler startet mit 60 Löchern Vorsprung, die beiden anderen spielen zusammen und versuchen ihn einzuholen.
- Costly Colours: Eine Cribbage-Variante aus dem 18. Jahrhundert, bei der vor allem die Möglichkeit, Punkte zu machen, erweitert wurde. Von David Parlett beschrieben.
- Crib: Bedeutet im Englischen nicht nur die „Krippe“, sondern sehr allgemein etwas, das vier Wände hat und in das man etwas hineintun kann (auch die eigenen vier Wände wurden und werden im Slang als „crib“ bezeichnet). Auch im Deutschen war der Begriff „Krippe“ im 17. und 18. Jahrhundert weiter gefasst als heute und konnte z. B. auch einen „Freitisch“, also ein Gratis-Essen, bedeuten. Das Verb „to crib“ bedeutet genau dies: sich einen unverdienten Vorteil verschaffen, „abstauben“. (In England wird die „crib“, die zusätzliche Hand für den Geber, auch „box“ genannt.)
- Cribbage zu dritt: Erfordert ein Cribbage-Brett mit drei Bahnen (oder man nimmt zwei Bretter). Jeder Spieler erhält fünf Karten, eine Karte vom verbleibenden Stoß wird in die Krippe gelegt. Jeder Spieler legt eine Karte in die Krippe. Der Spieler links vom Geber wertet als erster aus.
- Cribbage zu viert: Gespielt wird mit einem normalen Brett mit zwei Bahnen. Zwei Spieler spielen überkreuz zusammen. Jeder Spieler erhält fünf Karten und legt eine in die Krippe. Sehr vergnügliche Variante. Strategien sind zwar kaum möglich, aber es werden hohe Punkte gemacht, was das Spiel ziemlich beschleunigt.
- Fünf-Karten-Cribbage: Bis ins 19. Jahrhundert wurde Cribbage zumeist mit fünf Karten gespielt. Man legte dennoch zwei Karten ab, behielt  also nur drei Karten auf der Hand. Gespielt wurde bis 61 Punkte.
- Sir John Suckling: Englischer Dichter, berühmt-berüchtigter Spieler und Abenteurer (1609–1642). Er gilt in der Cribbage-Welt als Erfinder des Spiels. Ganz neu erfunden hat Suckling das Spiel jedoch nicht. Ein älteres Spiel namens „Noddy“ weist bereits die wichtigsten Regeln von Cribbage auf (der Bube als Startkarte wurde „Knave Noddy“ genannt). Bei Noddy gibt es allerdings noch keine „crib“. Womöglich hat Suckling das ältere Spiel veredelt und um die Krippe bereichert und in dieser Form am Hof Charles’ I. eingeführt.
- Straßen: Das Cribbage-Brett wird in vier „Straßen“ eingeteilt. Eine Straße besteht aus jeweils dreißig Löchern. Auf der „vierten Straße“ herrschen in der Regel andere Prioritäten als auf den ersten drei Straßen. Spielentscheidend kann sein, zu welchem Zeitpunkt man wo auf der vierten Straße steht: Wenn der Geber noch fünf Löcher bis zum Ziel braucht und Vorhand sieben, wird mit großer Wahrscheinlichkeit dennoch Vorhand gewinnen, weil sie als erste auswerten darf. Geübte Spieler versuchen, ihre Position auf der vierten Straße durch defensives oder offensives Spiel zu beeinflussen.

Englische Standard-Spielkarten, London, ca. 1820

- Zwei für die Hacken: Bis ins 19. Jahrhundert zeigten die Bildkarten die Menschen noch in voller Länge (und waren überdies nicht mit Buchstaben bezeichnet). Die Könige und Damen trugen lange Gewänder, die die Beine vollständig umhüllten. Die Buben (die „Knaves“) wurden hingegen in Strumpfhosen, mit deutlich sichtbaren Beinen und Füßen, gezeigt. Der Spruch „two for his heels“ rührt mit großer Wahrscheinlichkeit daher. Denn drehte man als Startkarte eine Bildkarte um, dann erkannte man den Buben sofort an seinen „Hacken“. Der Spruch „one for his nob“ scheint sich andersherum auf das zu beziehen, was man am anderen Ende der Karte sah: „nob“ war ein Slang-Ausdruck des 17. Jahrhunderts für „Kopf“.

## Trivia
- Angeblich verdankt die Welt dem Cribbage-Spiel die Erfindung des Sandwiches: John Montagu, 4. Earl of Sandwich (1718–1792), britischer Minister und leidenschaftlicher Cribbage-Spieler, soll im Jahre 1762 während einer stundenlangen Cribbage-Partie keine Zeit zum Essen gefunden haben und sich daraufhin von seinem Dienstmädchen das Essen in zwei Brotscheiben haben legen lassen, worauf ein Mitspieler ebenfalls ein „Brot wie Sandwich“ verlangt haben soll.
- Bereits im Jahr 1919 unternahm Fritz Jahn, Leiter einer diakonischen Erziehungsanstalt bei Stettin und Sammler von Gesellschaftsspielen, den Versuch, Cribbage im deutschsprachigen Raum bekannt zu machen. Er nannte das Spiel „Stöpsel“ – nach den Stiften („pegs“), die zum Stecken des Punktestandes verwendet werden. Die „Krippe“ („crib“) heißt bei ihm „Ablage“, die „Startkarte“ („start card“) „Umschlagkarte“, die „Folge“ („run“) „Sequenz“ und der Gesamtwert „31“  „Endloch“.[3]
- In dem Roman Der Anschlag von Stephen King verhindert der Protagonist Jake Epping einen Jagdunfall, bei dem ein junges Mädchen eine Querschnittlähmung erleidet, dadurch, dass er den Jäger von seinem Jagdausflug abhält, indem er ihn bittet, ihm einen Nachmittag lang das Cribbage spielen zu erklären. Erwähnt wird das Spiel von King auch in den Romanen Dead Zone – Das Attentat und Duddits, wenn auch in beiden Fällen nicht handlungstragend.